# Hát

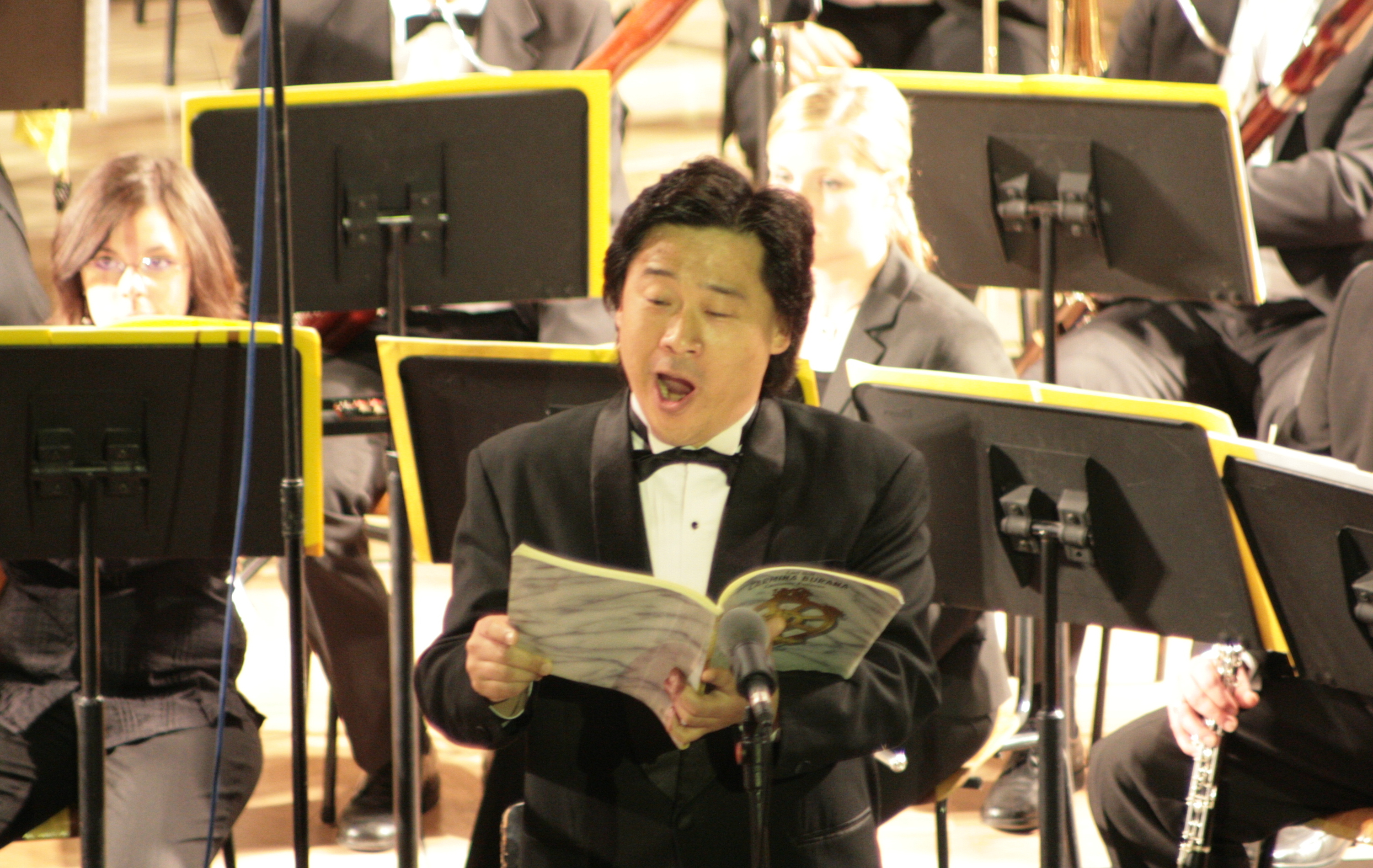
Một người đàn ông đang hát

Hát, ca hay ca hát (tiếng Anh: Sing) là hoạt động tạo ra âm nhạc bằng giọng của một người. Âm thanh khi một người đang hát phát ra gọi là giọng hát. Hát là khởi nguồn của âm nhạc nhiều ngàn năm về trước. Khi hát, người hát điều chỉnh giọng lên cao xuống thấp, lên bổng xuống trầm. Nếu họ làm điều này theo một thang đo với nốt nhạc thì sẽ tạo ra một giai điệu. Một người ca hát chuyên nghiệp gọi là ca sĩ, các ca sĩ thường trình diễn giọng hát của mình cho công chúng để kiếm tiền hoặc vì các mục đích khác như phục vụ văn nghệ hay quyên góp từ thiện.

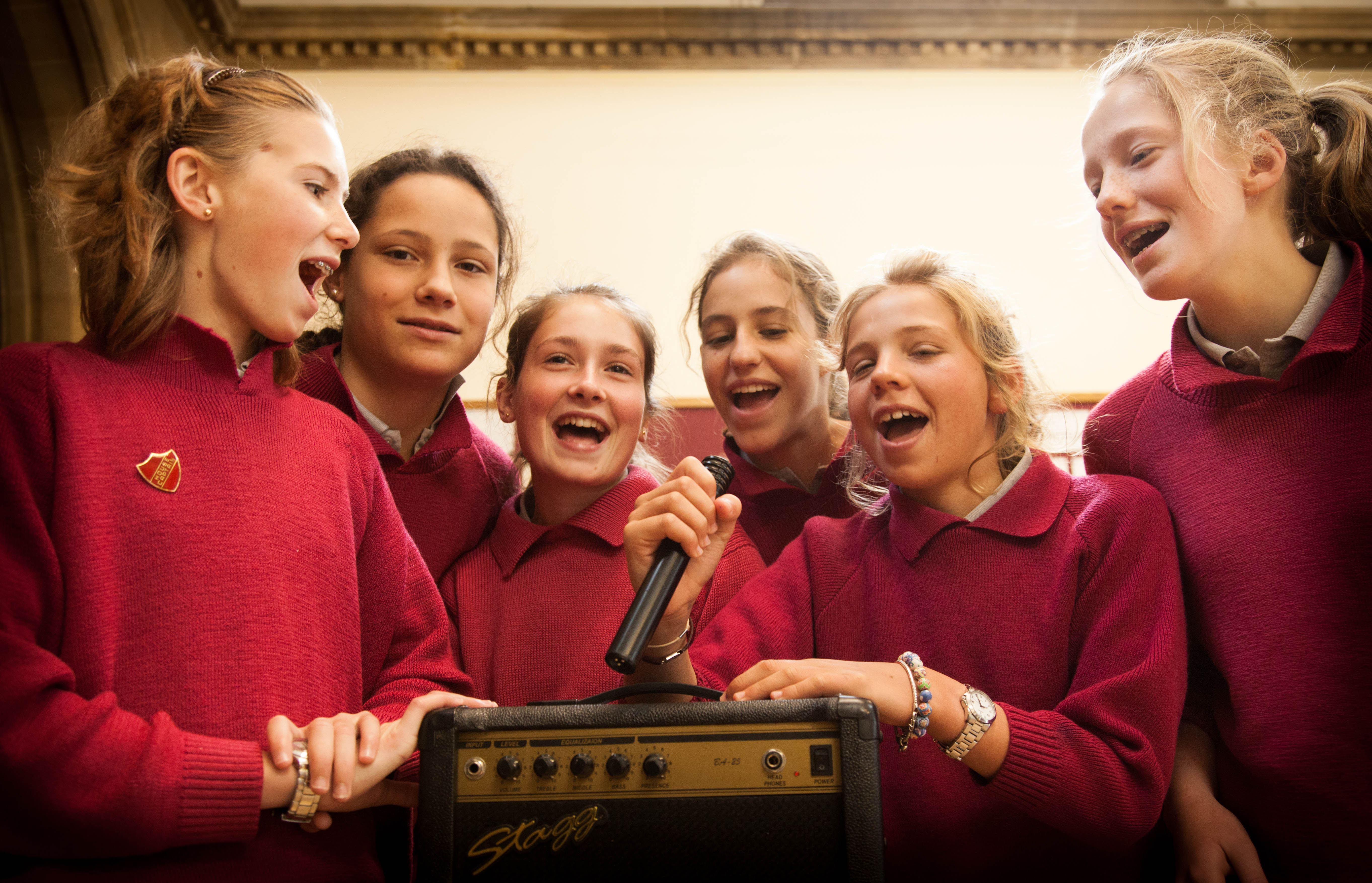
Một nhóm các em nữ đang hát

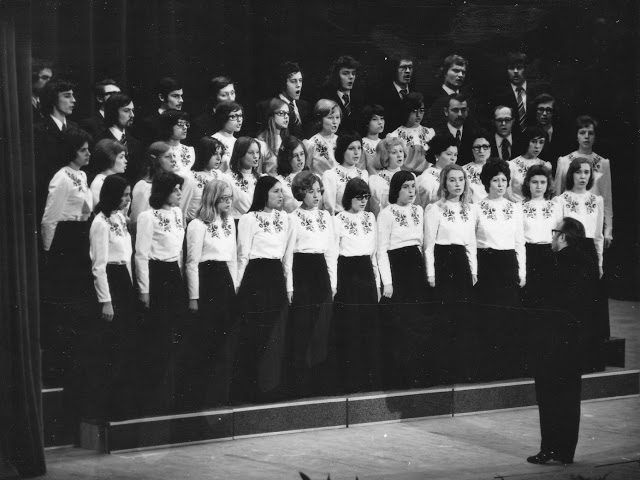
Hát đồng ca

## Kỹ thuật hát
Khi hát, người ta dùng khí ở trong phổi. Tốc độ khí thoát khỏi phổi được điều khiển bởi cơ hoành. Người hát có kỹ thuật bài bản thường dành nhiều thời gian luyện tập "điều khiển hơi thở" khi hát.
Khí thoát qua cổ họng nơi thanh quản hoạt động như lưỡi gà của đàn clarinet: rung động của nó tạo âm tùy theo sự điều khiển của người hát.
Âm thanh sau đó tới khoang miệng để được khuếch âm to lên nhờ cộng hưởng. Ca sĩ chuyên nghiệp thậm chí học để tận dụng toàn bộ các bộ phận có thể trên đầu vào mục đích cộng hưởng âm. Âm sau đó ra khỏi miệng thành tiếng hát.
Hát khác biệt so với nói vì những cách sử dụng dây thanh âm trong cổ họng khi hát.

## Quãng giọng
Đa số người ta có thể hát trong phạm vi hơn một quãng tám. Người luyện tập nhiều có thể hát trên phạm vi hai quãng tám. Người ta chia ra các loại giọng dựa vào khả năng người hát hát cao hay thấp bao gồm: soprano, mezzo-soprano và contralto cho nữ, tenor, baritone và bass cho nam. Đàn ông có thể luyện tập để hát được giọng alto (nữ trầm/nam cao) bằng cách dùng giọng gió (falsetto). Giọng trẻ em thường gọi là giọng treble.

## Thể loại
Có rất nhiều thể loại và phong cách hát trên thế giới. Mỗi loại đều có kỹ thuật khác nhau. Có rất nhiều thể loại nhạc trên thế giới. Các thể loại nổi tiếng và có ảnh hưởng rộng có thể kể tới tiêu biểu như pop, blues, jazz, country, rock, a cappella, ballad...

## Thưởng thức ca hát
Hát là một trong những thứ có thể được cảm thụ bởi nhiều người. Người có thể hát đơn một mình, hay hát bè, hát nhóm, hát đồng ca. Khi hát có thể hát với nhạc do các nhạc công (nhạc sống) hay nhạc nền thâu sẵn hoặc với máy karaoke hay không có nhạc (a cappella). Người ta có thể hát cho mình mình nghe hoặc cho nhiều người khác nghe hoặc cho một số lượng lớn khán giả tại các buổi hòa nhạc. Người nghe cũng có thể thưởng thức việc ca hát gián tiếp qua các băng đĩa nhạc hay trên Internet.